# Janko Tišler
Janko Tišler (* 21. Juni 1923 in Golnik, Königreich Jugoslawien; † 15. Oktober 2007) war ein slowenisch-österreichischer Autor und Widerstandskämpfer gegen den Nationalsozialismus.
Nach dem deutschen Einmarsch in Jugoslawien am 6. April 1941 wurde Tišler zum Bau der Straße von Klagenfurt nach Kranj abkommandiert. Er wurde dann als Vermessungsgehilfe am Loiblpass eingesetzt, wo Zwangsarbeiter im KZ Loibl, einer Außenstelle des KZ Mauthausen, arbeiten mussten. Er begann, Fotos und Dokumente zu sammeln und für die KZ-Häftlinge Briefe zu schmuggeln. Als seine Tätigkeit entdeckt wurde und die Gestapo ihn suchte, floh er und schloss sich 1944 den Partisanen an. Im Februar 1945 wurde er schwer verwundet und im Partisanenlazarett Franja nahe Cerkno behandelt.
Nach Kriegsende studierte er in Wien, Belgrad und Paris Geologie und Erdölingenieurwesen; danach war er in Asien und Afrika tätig sowie als jugoslawischer KSZE-Delegierter für Erdölangelegenheiten.

## Auszeichnung
- Goldenes Ehrenzeichen für Verdienste um die Republik Österreich (8. Juni 2007)

## Buchveröffentlichungen
- Janko Tišler, Christian Tessier: Das Loibl-KZ. Die Geschichte des Mauthausen-Außenlagers am Loiblpass / Ljubelj. Bundesministerium für Inneres, Wien 2007, ISBN 978-3-9502183-6-7, (Schriftenreihe der KZ-Gedenkstätte Mauthausen – Dokumentation).
- Janko Tišler, Jože Rovšek: Mauthausen na Ljubelju. Koncentracijsko taborišče na slovensko-avstrijski meji. Drava, Celovec / Klagenfurt 1995, ISBN 3-85435-250-6.
- Janko Tišler, Christian Tessier: De Mauthausen au Ljubelj. Édition revue, corrigée et augmentée de nouveaux documents. l’Harmattan, Paris u. a. 2006, ISBN 2-296-00051-7.